# Tuvalu az olimpiai játékokon
Tuvalu első alkalommal 2008-ban vett részt az olimpiai játékokon, de sportolói nem nyertek egyetlen érmet sem. 2008-ban Tuvalu három olimpikonja két sportágban indult.
A Tuvalui Sportszövetség és Nemzeti Olimpiai Bizottságot 2004-ben alapították, és a NOB 2007-ben vette fel tagjai közé.